# PRAP1
PRAP1‏ (Proline rich acidic protein 1) هوَ بروتين يُشَفر بواسطة جين PRAP1 في الإنسان.